# Paul Sparks
Paul Sparks (16 de octubre de 1971) es un actor de teatro, cine y televisión estadounidense. Es conocido por papeles como el de Mickey Doyle en la serie de televisión Boardwalk Empire y Thomas Yates en House of Cards. Además ha actuado en películas como Deception (2008), Afterschool (2008), The Missing Person (2008), Mud (2012), Parkland (2013) y Stealing Cars (2015).

## Primeros años
Nació y se crio en Lawton, Oklahoma, hijo de Jane, una maestra de primaria, y Mike Sparks, un entrenador de fútbol americano. Asistió a la Marlow High School —donde su padre trabajaba como entrenador— y se graduó en 1990; en la secundaria comenzó a participar de algunas obras de teatro. Posteriormente, consiguió una beca para asistir a la Universidad del Estado de Oklahoma, donde comenzó a estudiar química y al mismo tiempo entró en contacto con el departamento de teatro. Influenciado por su padre, abandonó Oklahoma para estudiar filosofía y asistir a clases de actuación en la Tisch School of the Arts de la Universidad de Nueva York, donde se graduó en 1995.

## Carrera
Tras graduarse, comenzó a participar de obras off-off-Broadway y continuó haciéndolo durante varios años. En el año 2000 recibió una nominación como mejor actor en una obra en los Premios Drama Desk por su rol como un prisionero condenado a pena de muerte en Coyote on a Fence. Durante su carrera posterior en el teatro volvió a recibir candidaturas a los Drama Desk por Blackbird en 2004, por Orange Flower Water en 2005, por Essential Self-Defense en 2007 y por Dusk Rings a Bell en 2011. Otros de sus trabajos en los escenarios son The Creation of the World and Other Business de Arthur Miller y The Late Henry Moss de Sam Shepard; aunque había aparecido por primera vez en Broadway como actor suplente en la ganadora a mejor obra en los Premios Tony Take Me Out en 2003, Sparks debutó en Broadway en 2009 como protagonista junto a Mary-Louise Parker en Hedda Gabler de Henrik Ibsen.
Entre los años 2010 y 2014, Sparks interpretó el papel del contrabandista Mickey Doyle en la serie dramática de HBO Boardwalk Empire, creada por Terence Winter y producida por Martin Scorsese y Mark Wahlberg. La serie finalizó después de cinco temporadas al aire. Un par de años más tarde, Sparks se refirió a Boardwalk Empire como su «primera gran serie»; su experiencia previa incluía, además del teatro, participaciones en episodios de series de televisión como Law & Order y algunas películas independientes.
Después de su paso por Boardwalk Empire, su carrera continuó con un papel en la serie House of Cards, donde personifica a Thomas Yates, un escritor que es contratado por el protagonista (Kevin Spacey) para escribir una biografía. Asimismo, interpretó a un agente federal en la película de ciencia ficción Midnight Special, donde su personaje se encarga de perseguir al protagonista (Michael Shannon). A continuación coprotagonizó en la serie The Girlfriend Experience, cuya producción fue descrita por Sparks como «íntima» en comparación con House of Cards y su modo de filmación similar al «estilo Soderbergh» —productor ejecutuvo de la serie—. Ese mismo año trabajó en la miniserie dramática de HBO The Night Of, interpretando a un entrenador personal que tiene aventuras con mujeres mayores que él y termina involucrado en un crimen. Por su trabajo en House of Cards, el actor recibió una candidatura al Emmy en 2016 como mejor actor invitado en una serie dramática.

## Vida privada
Sparks está casado con la actriz Annie Parisse, a quien conoció en 2005. El primer hijo de la pareja, llamado Emmett, nació en octubre de 2009. También son padres de una niña. Sparks tiene diabetes mellitus tipo 1 y trabaja con la Juvenile Diabetes Research Foundation. Es amigo cercano del actor Michael Shannon; ambos han trabajado juntos en varios proyectos como The Missing Person, Mud, Boardwalk Empire y Midnight Special.
En 2004 formó una banda llamada Less the Band, donde Sparks se encarga de cantar y tocar la guitarra y cuya formación incluye al también actor Michael Chernus. Less the Band ha llegado a compartir escenario con Corporal —trío de rock liderado por Michael Shannon— y ha lanzado de forma independiente dos álbumes: Bear (2006) y Robot (2011). El sonido de la banda fue descrito por The New York Times como algo intermedio entre Grizzly Bear y Pixies.

## Filmografía
- Castle Rock (2019)...John "Ace" Merrill (10 episodios)

- Ford v. Ferrari (2019)
- El gran showman (2017)... James Gordon Bennett
- Thoroughbreds (2017)... Mark
- In the Radiant City (2016)... Michael Yurley
- The Night Of (miniserie, 2016)... Don Taylor (8 episodios)
- All the Birds Have Flown South (2016)... Stephen
- The Girlfriend Experience (serie, 2016)... David Tellis (12 episodios)
- Buried Child (2016)... Tilden
- House of Cards (serie, 2015-16)... Thomas Yates (15 episodios)
- Midnight Special (2016)... Agent Miller
- All the Birds Have Flown South (2015)... Stephen
- Stealing Cars (2015)... Conrad Sean Lewis
- Park Bench with Steve Buscemi (serie, 2015)... él mismo (un episodio)
- Boardwalk Empire (serie, 2010-2014)... Mieczyslaw «Mickey Doyle» Kuzik (56 episodios)
- Wallace (cortometraje, 2014)... Fredrick
- Believe (serie, 2014)... Karl
- Early Light (2014)... Ned
- Parkland (2013)... Harry McCormick
- Trust Me (2013)... Ray
- Person of Interest (serie, 2013)... Wilson (un episodio)
- Sparrows Dance (2012)... Wes
- The Bears of West 44th (2011)... Voli
- Return (2011)... Ed
- Forgetting the Girl (2011)... Tanner
- Mildred Pierce (miniserie, 2011)... Mr. Hobey (un episodio)
- Al filo de la oscuridad (2010)... Northampton Police Detective
- Please Give (2010)... Blind date
- The Missing Person (2009)... Gus Papitos
- First Person Singular (2009)... Peter
- Off Season (cortometraje, 2008)... Ben
- Rachel Getting Married (2008)... 12-Step Meeting Member
- The Understudy (2008)... Bobby
- Synecdoche, New York (2008)... Derek
- Afterschool (2008)... Detective
- Deception (2008)... Detective Ed Burke
- Blackbird (2007)... Baylis
- Doris (cortometraje, 2006)... Hubert
- Brotherhood (serie, 2006)... Aaron
- The Treatment (2006)... Andre
- Headspace (2005)... Jason
- Law & Order: Criminal Intent (serie, 2005)... Keith Durbin
- Law & Order: Special Victims Unit (serie, 2001)... Marty Potter / Marvin Posen
- Law & Order (serie, 2000)... Paul Luterik
- Trinity (serie, 1998)... Rod
- TV Offal (serie, 1997)